# Hästberga vattenkraftverk
Luafel: bad argument #1 to 'getBestStatements' (string expected, got nil).
Hästberga vattenkraftverk var ett kraftverk i Helge å. Det invigdes 9 maj 1953.  Anläggningen hade en fallhöjd på 10 meter och en effekt på 1,7 MW samt ett vattenflöde på 20 kubikmeter per sekund. Den årliga medelproduktionen var  9 – 9,5 GWh. Vattenrika år producerades nästan 12 GWh. Torrår kunde produktionen vara bara hälften 6,5 GWh. 
Andelsföreningen Brittedals Kraftverk hade sedan 1924 ett mindre kraftverk i Almaån. Kraftverket i Brittedal räckte inte till för att försörja alla kunder med el. På 1940-talet planerades ett nytt och större kraftverk vid Hästberga. Projektering av kraftverket utförde P Johanssons Ingenjörsbyrå i Växjö. Under nästan 60 år producerade Hästberga el för Hästveda samhälle med omnejd. På grund av ett fel i kraftverkets styrsystem råkade dammen ut för en överdämning som resulterade i att dammen brast den 7 november 2010. Brittedals Kraftproduktion AB, ägare till kraftverket vid haveriet, beslöt att sälja kraftverksfastigheten Hovgården 1:17 med tillhörande fallrätter. I november 2016 blev Watten i Sverige AB ägare till fastigheten och fallrätterna. Watten i Sveriges avsikt är att återställa och bygga upp kraftverksdammen och ett nytt kraftverk.

### Dammolyckan
Ur Slutrapport RO 2011:01 Dammbrott, Hästberga, Hässleholms kommun, Skåne län, den 7 november 2010.
Söndagen den 7 november 2010, cirka kl. 12.55, brast dammen vid kraftstationen i Hästberga i Helge å, belägen cirka 10 km väster om Osby i Skåne. De utströmmande vattenmassorna forsade ut och svämmade över Helge å. Ingen människa skadades, men de materiella skadorna på fastigheter, en bro och vägpartier nedströms dammen blev betydande. Dammen utgjordes av en så kallad fyllningsdamm med själva regleringsdammen i betong, grundlagd på sandig eller grusig morän. Möjligen kan det ha funnits fast berg under delar av dammen. Dammens tätkärna bestod av träspont och kiselgur med en huvudsaklig stödfyllning av sandigt stenigt grus med viss inblandning av moränmaterial. Under åren 1958–1959 höjdes dammen med två meter utan att basen för denna ökades. Stabiliteten för dammen var inte tillfredsställande. I en fördjupad dammsäkerhetsutvärdering (FDU) daterad den 1 februari 2010 påpekades en rad svagheter hos dammen. Ett antal åtgärder föreslogs. Inga av dessa åtgärder hade genomförts före dammbrottet. 
Drifttillsyner och regelbundna kontroller av dammen hade inte heller utförts på ett fackmässigt sätt. Den myndighetstillsyn som har till syfte att upprätthålla dammsäkerheten hade inte lyckats fånga upp bristerna i dammägarens egenkontroll. Anläggningens el- och kontrollutrustning försörjdes med elkraft från ett 110 V likströmssystem. Alla automatiska säkerhets-, skydds- och övervakningsfunktioner för såväl automatikfunktioner för vattennivåreglering och dämningsskyddsfunktion som avbördningssystemet, var beroende av att detta 110 V-system fungerade. En felsignal för onormal spänning i likströmssystemet inkom den 3 november 2010. Felsignalen berodde med stor sannolikhet på att det uppstått fel i systemets likriktare. Larmad personal från kraftföretaget begav sig inte till anläggningen för att på plats bedöma läget och behovet av eventuella åtgärder för att upprätthålla dammsäkerheten. 
Dammbrottet skedde som ett resultat av att vattnet ovanför dammen kunde stiga okontrollerat tills det rann över dammkrönet. Detta ledde i sin tur till omfattande erosion såväl mellan dammkropp och kraftstation som på krönet, vilket medförde att hela dammen till sist kollapsade. Olyckan orsakades av brister i företagets ledning, styrning  och uppföljning av verksamheten, vilket ledde till att larm om problem med mera i kraftstationen inte följdes upp med resultat att det uppdämda vattnet tilläts stiga okontrollerat till överdämning med dammbrott som följd. Bidragande har varit att anläggningen inte fått uppgraderingar, underhåll och tillsyn i tillräcklig omfattning.
Brittedals Kraftproduktion AB fälldes i domstol för allmänfarlig vårdslöshet, framkallande av fara samt miljöbrott efter dammkollapsen 2010. Företaget överklagade inte domen och betalade 1,5 miljoner kronor i företagsbot.